# زاوية الشريف الفوقانية (آيت علي أو محمد)
زاوية الشريف الفوقانية هو دُوَّار يقع بجماعة كتاوة، إقليم زاكورة، جهة درعة تافيلالت في المملكة المغربية. ينتمي الدوّار لمشيخة آيت علي أو محمد التي تضم 23 دوار. يقدر عدد سكانه بـ 364 نسمة حسب الإحصاء الرسمي للسكان والسكنى لسنة 2004.

## روابط خارجية
- البوابة الوطنية للجماعات الترابية نسخة محفوظة 12 مارس 2018 على موقع واي باك مشين.
- المندوبية السامية للتخطيط